# Ireland, the Oppressed
Pour plus de détails, voir Fiche technique et Distribution.
Ireland, the Oppressed est un film américain sorti en 1912, réalisé par Sidney Olcott en Irlande, avec lui-même Jack J. Clark, Alice Hollister et J.P. McGowan.

## Fiche technique
- Réalisation : Sidney Olcott
- Scénario : Gene Gauntier
- Production : kalem
- Distribution : General Film Company
- Directeur de la photo : George K. Hollister
- Longueur : 1 000 pieds
- Date de sortie : 1912

## Distribution
- Jack J. Clark : Marty
- Alice Hollister : la fiancée de Marty
- Sidney Olcott : le père Falvey
- Robert Vignola : Michael Dee, le mouchard
- J.P. McGowan : le major

## Anecdotes
Le film a été tourné en Irlande durant l'été 1912, à Beaufort, comté de Kerry; et aux États-Unis.